# Friuli Grave Cabernet franc
Le Friuli Grave Cabernet franc est un vin italien produit dans la région Frioul-Vénétie Julienne, doté d'une appellation DOC depuis le 1er octobre 1985. Seuls ont droit à la DOC les vins rouges récoltés à l'intérieur de l'aire de production définie par le décret.

## Caractéristiques organoleptiques
- couleur : rouge rubis plus ou moins intense, tendant au rouge orange avec le vieillissement
- odeur : vineux, épicé
- saveur : sèche, tannique, harmonique

Le Friuli Grave Cabernet franc se déguste à une température comprise entre 15 et 17 °C. Il se gardera 2 - 4 ans, parfois plus.

## Association de plats conseillée
Les viandes rouges grillées

## Production
Province, saison, volume en hectolitres :
- Pordenone (1990/91) 2077,19
- Pordenone (1991/92) 4880,86
- Pordenone (1992/93) 6958,72
- Pordenone (1993/94) 8614,82
- Pordenone (1994/95) 9048,47
- Pordenone (1995/96) 9492,25
- Pordenone (1996/97) 13381,71
- Udine (1990/91) 814,21
- Udine (1991/92) 901,06
- Udine (1992/93) 2040,97
- Udine (1993/94) 3722,85
- Udine (1994/95) 4296,48
- Udine (1995/96) 3756,43
- Udine (1996/97) 4804,57